# Licaria guianensis
Licaria guianensis är en lagerväxtart som beskrevs av Jean Baptiste Christophe Fusée Aublet. Licaria guianensis ingår i släktet Licaria och familjen lagerväxter. Inga underarter finns listade i Catalogue of Life.